# Agence Française de Lutte contre le Dopage

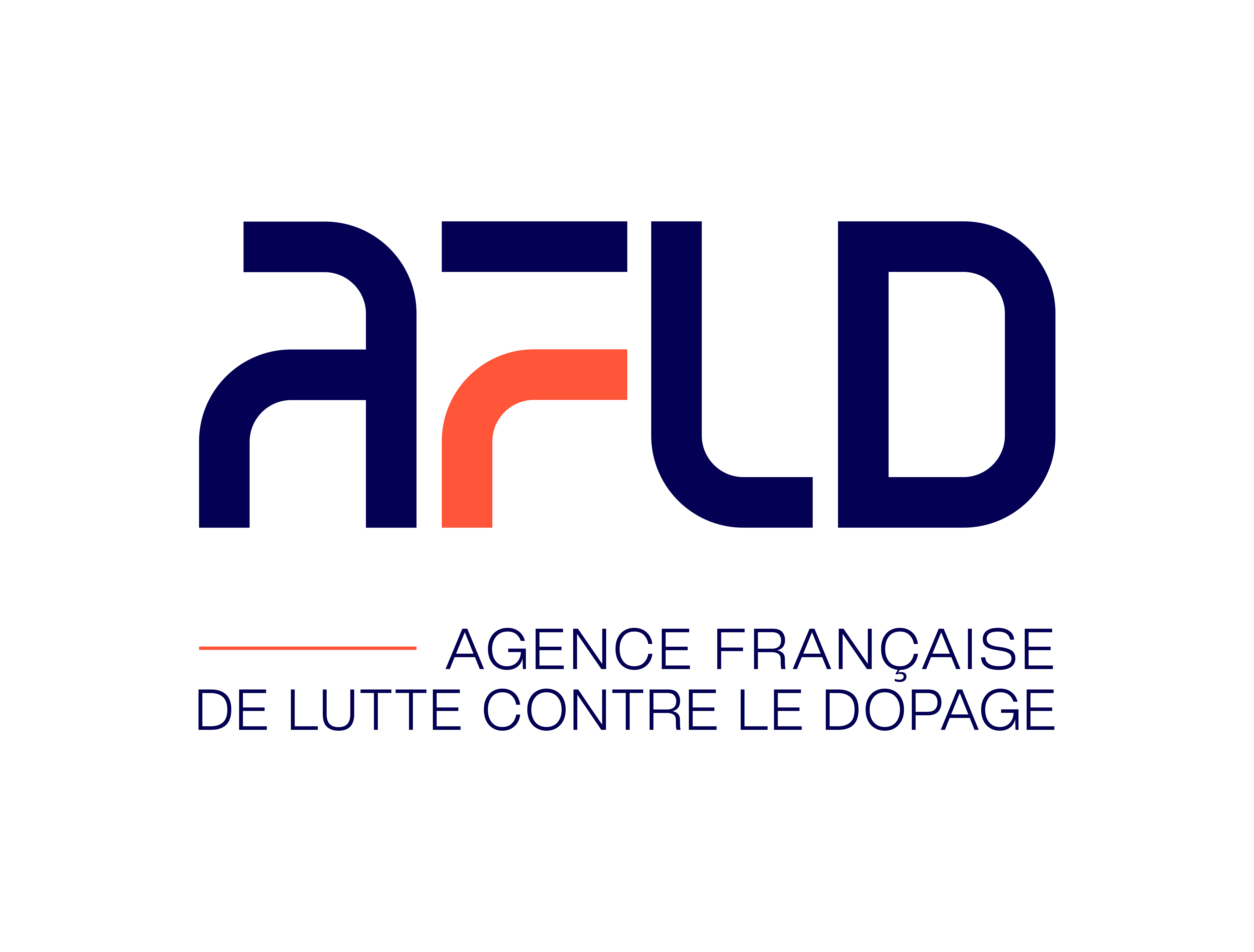
Logo

Die Agence Française de Lutte contre le Dopage (AFLD) (aus dem Französischen: „Agentur zum Kampf gegen Doping“, ursprünglich Conseil de Prévention et de Lutte contre le Dopage) ist die französische Anti-Doping-Agentur mit Sitz in Paris.

## Organisation
Die AFLD ist eine 2006 gegründete nationale Organisation der internationalen Nichtregierungsorganisation Welt-Anti-Doping-Agentur (WADA). Präsident der AFLD ist Dominique Laurent, der dieses Amt am 30. September 2010 von Pierre Bordry übernahm.
Die Kontrollen der AFLD werden vom Laboratoire National de Dépistage du Dopage (LNDD) („Nationales Labor zur Aufdeckung von Doping“) durchgeführt. Es wurde 1966, aufgrund eines neuen französischen Gesetzes gegen den Gebrauch von Stimulantien im Sport, gegründet und befindet sich seit 1989 in Châtenay-Malabry. 2009 wurde rund 10.000 Analysen durchgeführt.

## Nachweis von EPO
Im Jahr 2000 wurde vom LNDD ein Verfahren zum Nachweis von Erythropoetin im Urin entwickelt. Dieses wurde unter anderem eingesetzt, um im Nachhinein Proben von Radsportlern der Tour de France von 1999 zu analysieren. Dabei wurden laut Medienberichten einige Athleten positiv getestet, unter anderem Lance Armstrong, ohne dass jedoch Sanktionen erlassen wurden. Armstrong selbst wie auch viele Experten und Radsportfunktionäre warfen der AFLD in diesem Zusammenhang massive Mängel in der Bearbeitung der Proben und im Umgang mit der Vertraulichkeit der Fahrerdaten vor und sprachen von einer „Hexenjagd“.
Das von der Welt-Anti-Doping-Agentur (WADA) entwickelte neue Verfahren zur Ausnahmegenehmigung verbotener Substanzen zur therapeutischen Heilung (TUE) wird von der AFLD nicht akzeptiert.

## Tour de France
Im Juni 2010 kritisierte Bordry die Dopingkontrollen bei der Tour de France.
Sie seien vorhersehbar und ineffizient. Dafür wurde er vom Präsident des Weltradsportverbandes UCI Pat McQuaid scharf angegriffen. Er forderte zudem Bordrys Ablösung. Als Konsequenz werden die Dopingtests bei der Tour de France 2010 durch unabhängige Beobachter der WADA überwacht. Eine Anfrage der AFLD, eigene Tests zu machen, wurde von der WADA abgelehnt.